# Muscle Beach

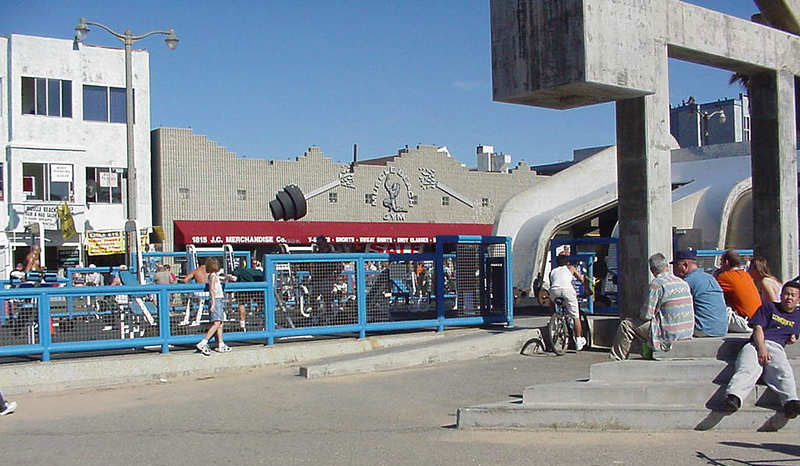
Muscle Beach, Venice.

Muscle Beach se refiere a dos distintos lugares. Muscle Beach Venice es una zona en Venice, un barrio de Los Ángeles, California (Estados Unidos), en el Ocean Front Walk, dos manzanas hacia al norte de Venice Boulevard. Por otro lado también se encuentra el Original Muscle Beach, la localización real y original de “Muscle Beach”, situada en la playa, dos millas al norte de Venice, justo al sur del embarcadero de Santa Mónica.

## Muscle Beach

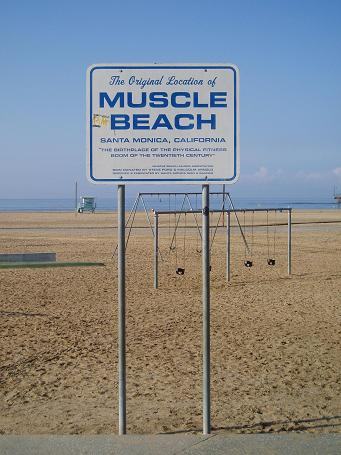
Cartel original de Muscle Beach.

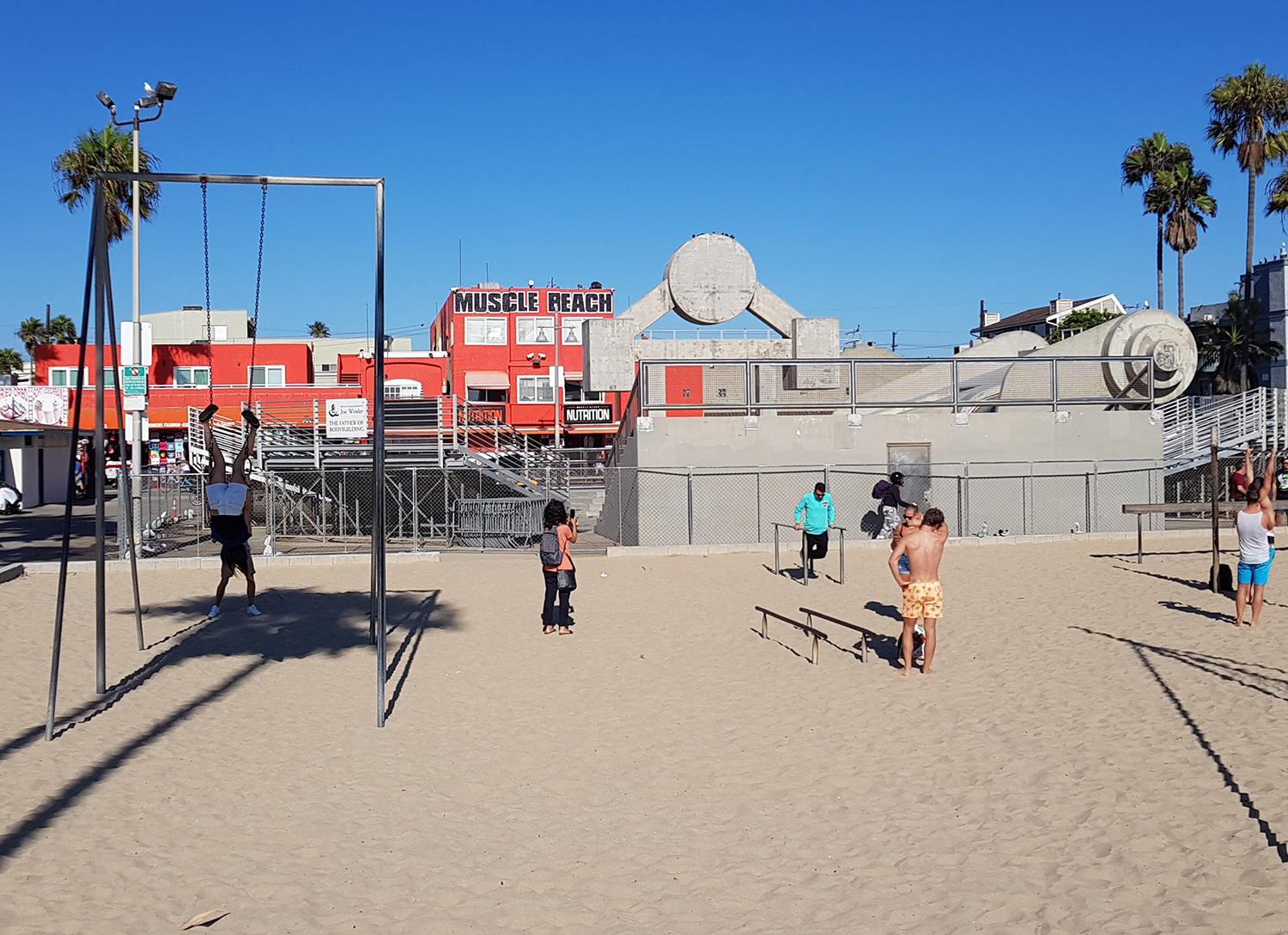
Muscle Beach y gimnasio de fondo

Desde la década de 1930 hasta la actualidad, la Muscle Beach original se situaba en Santa Mónica, justo al sur del embarcadero de Santa Mónica. Varias exhibiciones gimnásticas se realizaban en esa zona, en las instalaciones que proporcionaba la ciudad. No obstante, a finales de la década de 1950, el número de espectadores ya era demasiado grande para la zona. Se rumoreaba que los propietarios del embarcadero de Ocean Park estaban molestos, ya que los espectáculos gratuitos estaban alejando a los clientes que pagaban. Además, los propietarios del Surf Rider Hotel creían que toda esa escena era ofensiva a la moral.

## Muscle Beach Venice

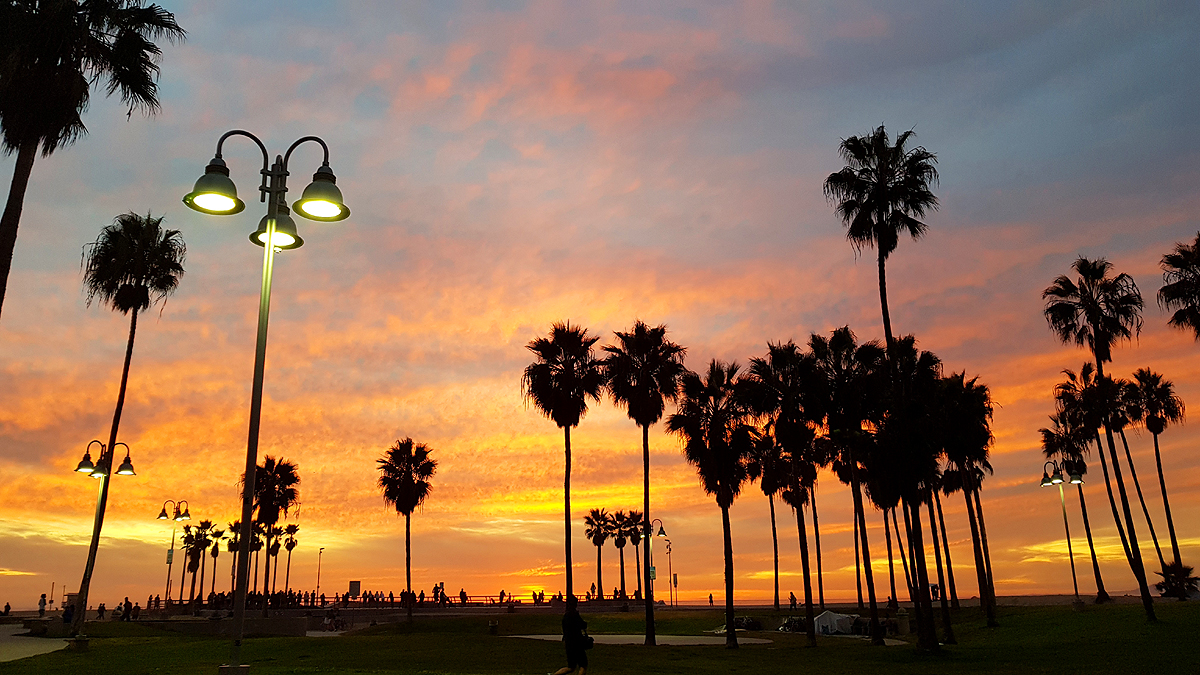
Atardecer en Venice.

Después de cerrar la original Muscle Beach, los culturistas decidieron establecer una nueva Muscle Beach en una zona menos conocida, en Venice Beach Weight Pen, operado por Los Ángeles Recreation and Parks Development. Un pequeño y simple centro para la reducción de peso fue construido al lado de Windward en 1952, y luego fue reemplazado durante una renovación completa.
Hoy en día es un patio de juegos abierto, en una zona que incluye equipamiento para la reducción de peso; la segunda área es una caja de arena con un gimnasio, una cuerda para escalar y barras acrobáticas. 
Dave Draper, Larry Scott y Arnold Schwarzenegger solían ser regulares entre los varios culturistas famosos y actores que entrenaban allí.
- Datos: Q1046270
- Multimedia: Muscle Beach / Q1046270